# Marie Dánská
Princezna Marie Dánská, hraběnka z Monpezat (* 6. února 1976 Paříž), původním jménem Marie Cavallierová, je manželka dánského prince Joachima, který je mladším synem dánské královny Markéty II. a jejího manžela prince Henrika.
Marie (původem Francouzka) si rozvedeného prince Joachima vzala v květnu 2008. Rok po svatbě se jim narodil první společný potomek, syn Henrik. V lednu 2012 se páru narodila dcera Athena Marguerite Françoise Marie.

## Tituly
- 24. května 2008 – Její královská Výsost princezna Marie Dánská, hraběnka z Monpezat.